# عضوية فلسطين في الاتحادات الرياضية الدولية
عضوية فلسطين في الاتحادات الرياضية الدولية

## العضوية في الاتحادات الرياضية

### العضوية في الاتحادات الرياضية الدولية
| الكيان                        | ملاحظات                        | الحالة | التاريخ        |
| ----------------------------- | ------------------------------ | ------ | -------------- |
| الاتحاد الدولي لكرة القدم     | الاتحاد الفلسطيني لكرة القدم   | عضو    |                |
| الاتحاد الدولي للكاراتيه      | الاتحاد الفلسطيني للكاراتيه    | عضو    |                |
| الاتحاد الدولي للجودو         | الاتحاد الفلسطيني للجودو       | عضو    | 1985           |
| الاتحاد الدولي للملاكمة       | الاتحاد الفلسطيني للملاكمة     | عضو    | 1964           |
| الاتحاد الدولي لألعاب القوى   | الاتحاد الفلسطيني لألعاب القوى | عضو    | 1964           |
| الاتحاد الدولي لرياضة الرماية | الاتحاد الفلسطيني للرماية      | عضو    | 13 نوفمبر 2021 |

### العضوية في الاتحادات الرياضية الاقليمية
| الكيان                       | ملاحظات                        | الحالة | التاريخ |
| ---------------------------- | ------------------------------ | ------ | ------- |
| الاتحاد العربي لألعاب القوى  | الاتحاد الفلسطيني لألعاب القوى | عضو    | 1976    |
| الاتحاد الآسيوي لألعاب القوى | الاتحاد الفلسطيني لألعاب القوى | عضو    | 1978    |
|                              |                                | عضو    |         |